# غامد الزناد
غامد الزناد هي مدينة سعودية والعاصمة الإدارية لمحافظة غامد الزناد، التابعة لمنطقة الباحة.